# Јабланица (Градишка)
Јабланица је насељено мјесто на подручју града Градишка, Република Српска, БиХ. Према прелиминарним подацима пописа становништва 2013. године, у насељеном мјесту Јабланица укупно је пописано 439 становника. Село Јабланица се одликује погодним тереном за воћарство, што показује велике засаде воћа на овој територији. Један од највећих засада воћа у региону налази се на територији села Јабланица.

## Историја

### Други свјетски рат
У селима Милoшево Брдо, Совјак, Јабланица, Гошчица и Горњи Подградци, срез Босанска Градишка, усташе су септембра 1941. године похапсиле 120 угледних Срба, одвели их до шумице у селу Јабланици, ту их натерали у један поток и из митраљеза побили. Затим су загазили у поток и свакога који је показивао ма какве знаке живота изболи ножевима.

## Становништво
| Националност       | 1991.        | 1981.        | 1971.        |
| Срби               | 728 (97,71%) | 787 (94,70%) | 938 (99,46%) |
| Југословени        | 6 (0,80%)    | 28 (3,36%)   | 1 (0,10%)    |
| Муслимани          |              | 1 (0,12%)    |              |
| Хрвати             |              | 1 (0,12%)    |              |
| остали и непознато | 11 (1,47%)   | 14 (1,68%)   | 4 (0,42%)    |
| Укупно             | 745          | 831          | 943          |

| Демографија | Демографија | Демографија |
| Година      | Становника  | Становника  |
| ----------- | ----------- | ----------- |
| 1961.       | 975         |             |
| 1971.       | 943         |             |
| 1981.       | 831         |             |
| 1991.       | 744         |             |
| 2013.       | 439         |             |